# Sogny-en-l'Angle

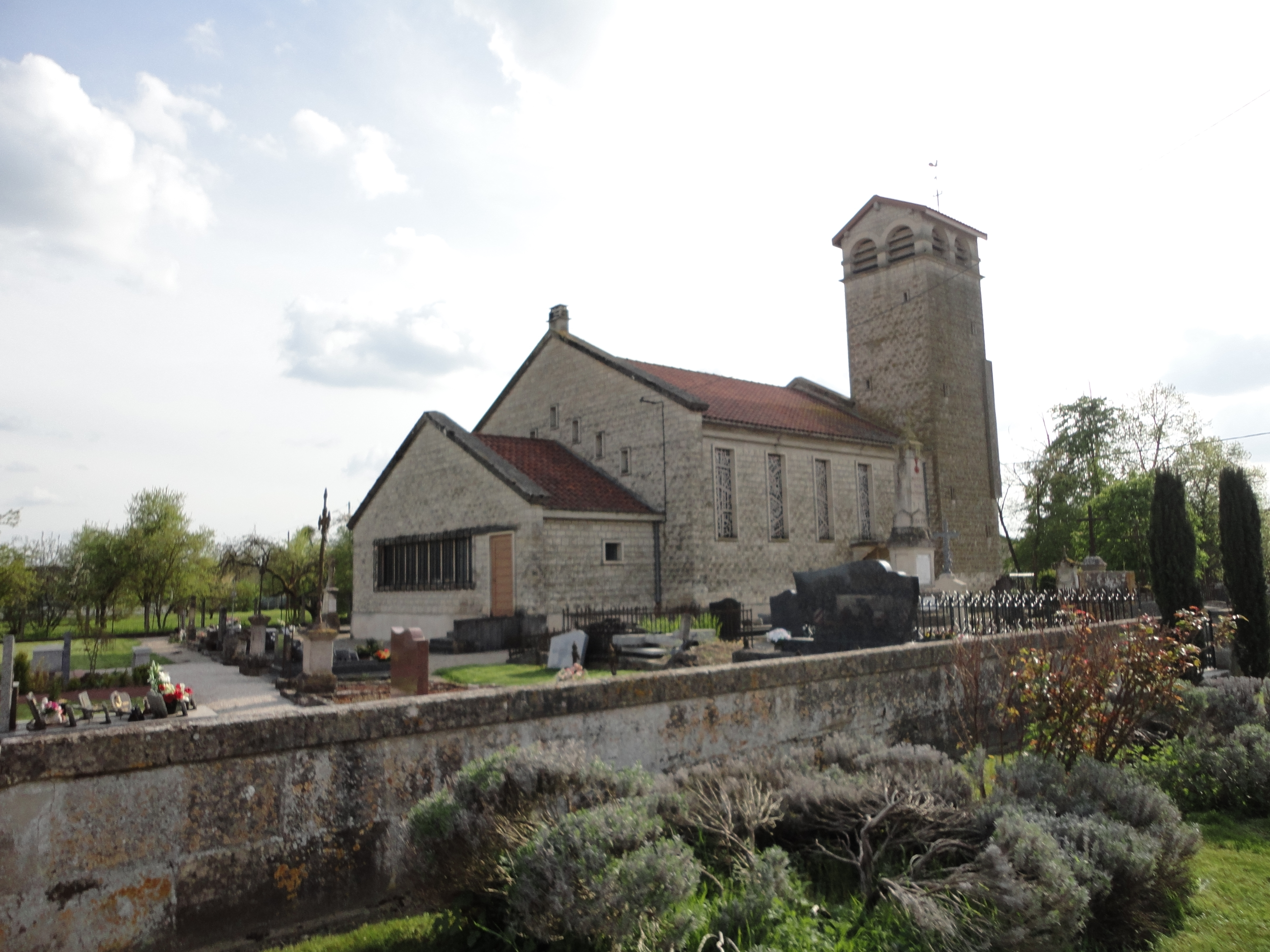
Kerk

Sogny-en-l'Angle is een gemeente in het Franse departement Marne (regio Grand Est) en telt 42 inwoners (2009). De plaats maakt deel uit van het arrondissement Vitry-le-François.

## Geografie
De oppervlakte van Sogny-en-l'Angle bedraagt 6,3 km², de bevolkingsdichtheid is dus 6,7 inwoners per km².
De onderstaande kaart toont de ligging van Sogny-en-l'Angle met de belangrijkste infrastructuur en aangrenzende gemeenten.

## Demografie
Onderstaande figuur toont het verloop van het inwonertal (bron: INSEE-tellingen).